# 陰莖骨

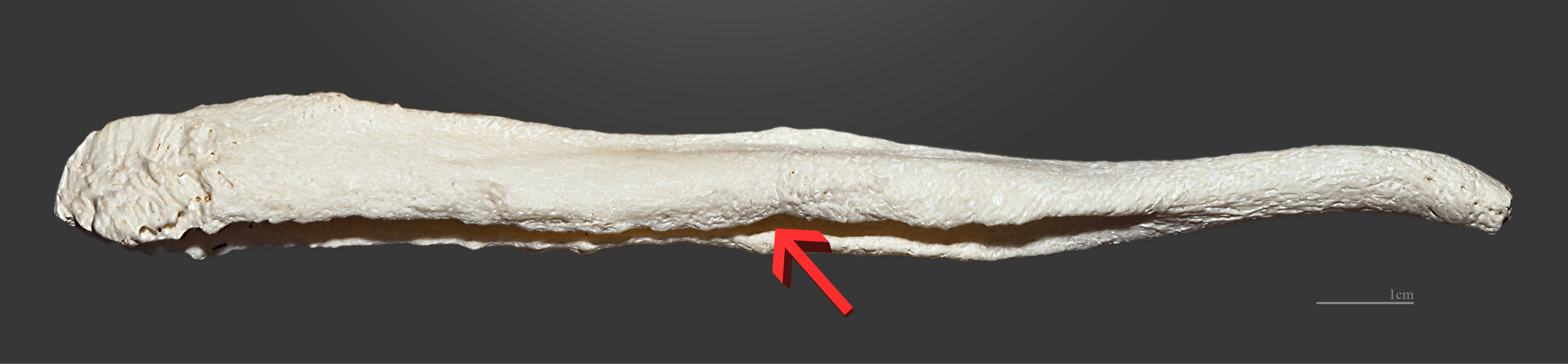
一根狗的阴茎骨，箭头所指为尿道沟。

阴茎骨是一根在多种有胎盘哺乳动物的阴茎中存在的骨头，在人类阴茎中不存在，而存在于其他多种灵长目动物（如大猩猩和黑猩猩）的阴茎中。阴茎骨位于雄性尿道上方，有助于在性行为中插入时保持足够的硬度，雌性起相同作用的是阴蒂骨——一根在阴蒂里的骨头。

## 作用
阴茎骨主要用于交配，不同物种的阴茎骨大小形状往往不同，甚至两个相似物种的阴茎骨特征也往往相异。阴茎中的骨头使得雄性可以长时间的与雌性交配，在繁殖策略中这是一个很明显的优势。

## 在哺乳动物中

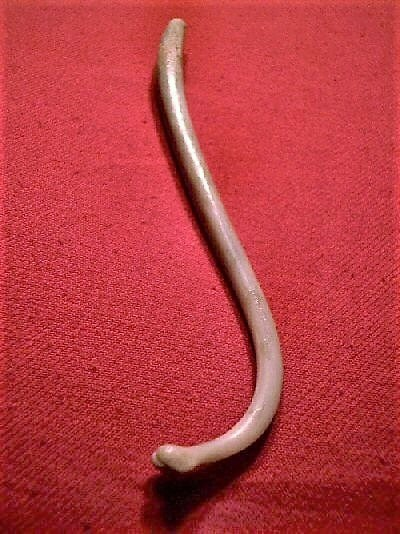
浣熊的阴茎骨

多种真兽下纲的哺乳动物有阴茎骨（雄性）和阴蒂骨（雌性）：
- 灵长目，不包括人类和蜘蛛猴。
- 啮齿目（啮齿动物）[6]，但不存在于近亲兔形目（如家兔、野兔等）中。
- 食虫目（食虫动物），包括鼹鼠、鼱鼩和刺猬等。
- 食肉目[7]，包括许多广为人知的科，如熊科[8]、猫科、犬科[9]、鳍足亚目（海象、海豹、海狮）[10]、浣熊科（浣熊等）[11]、鼬科（水獭、黄鼠狼、臭鼬和其他）[12]。犬型动物的阴茎骨通常比猫型动物的要长[7]。
- 翼手目，蝙蝠等。

阴茎骨不存在于人类、有蹄类哺乳动物、象科动物、单孔目动物(鸭嘴兽、针鼹）、有袋类哺乳动物、兔形目动物、鬣狗科动物、鲸目动物（鲸、海豚和鼠海豚）的体内。
在有胎盘哺乳动物中如此广泛的存在表明哺乳动物在很早的时候便已经进化出了阴茎骨，而随后又有相当一部分的哺乳动物失去了它。
体重约500克的灵长目动物狨属长有大约2毫米长的阴茎骨，而一只小至63克的婴猴科动物却有约13毫米长的阴茎骨。类人猿类动物尽管体型巨大，却倾向于长有较小的阴茎骨，而人类也是它们之中唯一一个失去了阴茎骨的种类。
在一些哺乳动物（如浣熊）中，阴茎骨可以用来判断大致年龄，如果阴茎骨的末端的软骨并未钙化、有着多孔的底部、质量小于1.2克且长度不超过90毫米，那么这根阴茎骨属于一只未成年雄性。

## 不存在于人体中
不像其他灵长目动物，人类没有阴茎骨或阴蒂骨。然而，在类人猿中这根骨头也是退化了的，在很多猿类中那只是一根相对来说无关紧要的10到20毫米长的东西。有案例报告称某些人的阴茎因创伤而硬化，还有一个案例称曾在一名五岁男孩的身上手术取出过一根阴茎骨，而这名男孩身上还存在其他进化异常现象，如阴囊裂开。Clellan S. Ford和Frank A. Beach在1953年出版的《性行为模式》第30页写道：“大猩猩和黑猩猩都拥有一根阴茎骨，后者的阴茎骨在器官的下方部分，大约有3/4英寸长。”对人类来说，勃起时的硬度则完全由海绵体内的血压来保持。
进化生物学家理查德·道金斯在其著作"自私的基因"中推测，阴茎骨在人类体内消失却存在于我们的近亲黑猩猩体内，是雌性在潛在的雄性交配對象身上寻找“誠實信号”的性选择结果。人类阴茎仅仅依赖血压实现勃起，使得这对血压变化特别敏感，无法勃起不仅仅归因于身体（如糖尿病或神经系统疾病），也可能是精神因素（如压力或紧张）。因此勃起失敗可能被視為是一種身心理健康不佳的早期警訊，女性便可基於男性能否不藉助陰莖骨的幫助達成勃起，評估潛在交配對象的健康程度。。
另外，觸覺刺激假說則認為人類失去陰莖骨是基於女性觸覺刺激的選擇結果：沒有骨頭的陰莖更加柔軟，允許更大範圍的交配體位和身體的移動，這讓女性能得到更全面的觸覺刺激。
除此之外，人類交配體系朝向一夫一妻制的轉變，降低了交配的密集度以及交配後的性選擇，這也導致了陰莖骨的淘汰。由於人类“發展出一种雄性始終陪伴在特定雌性身边以保证自己后代的血缘的繁殖系统”，一夫一妻制允许頻繁的短時間交配。观察证实，拥有阴茎骨的灵长目雄性並不能頻繁地遭遇异性，但仰賴阴茎骨得以进行长时间交配，从而最大化他们成为雌性的后代的父亲的可能性。由於人类女性的“隐蔽排卵”特性，几乎不可能了解她们什么时候处于可怀孕状态，這導致频繁性交成為保证血缘的要件。

## 文化意义
阴茎骨的存在是不可能逃过游牧和狩猎文化的注意的（见下文）。
戴着浣熊的阴茎骨有时被认为能带来好运或生育。

### Oosik
Oosik是阿拉斯加当地文化中对海象、海豹、海狮和北极熊的阴茎骨的称呼。长达60厘米（2英尺）的阴茎骨化石经常被抛光后作为匕首和其它工具的柄，oosik就指的是这些北极食肉动物的阴茎骨打磨和雕刻后的产物。
Oosik还频繁作为纪念品被阿拉斯加本地人出售给游客，2007年，一根被出售者认为是现存最大的长达4.5英尺（1.4米）的已灭绝的海象阴茎骨化石卖了8000美元。

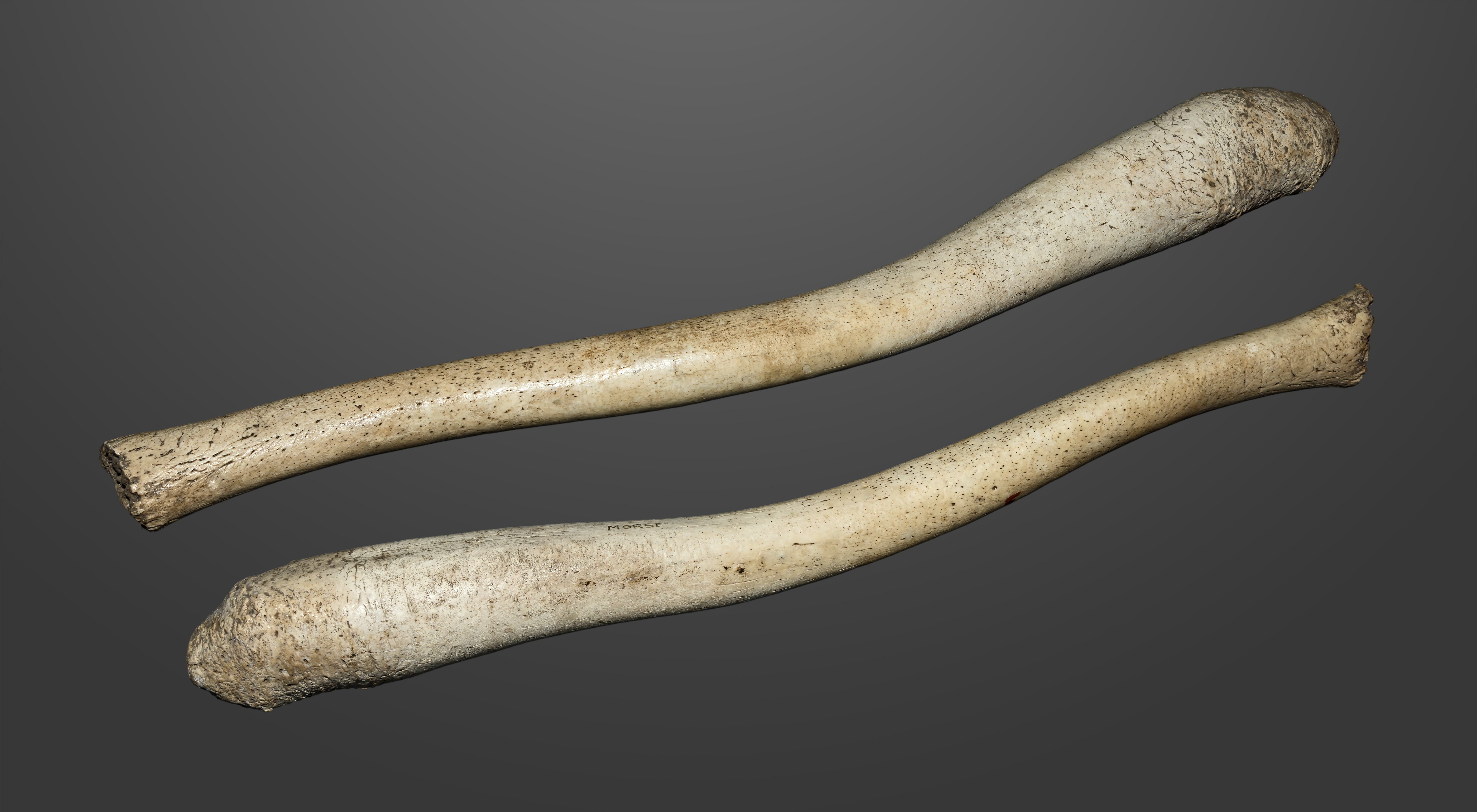
海象的阴茎骨, 大约22英寸(56厘米)长